# 이리에 다카시
이리에 다카시(일본어: 入江 隆, 1958년 5월 10일~)는 일본의 레슬링 선수, 지도자이다. 1984년 하계 올림픽 자유형 라이트플라이급에서 은메달을 획득했으며, 아시안 게임에서 금메달 1개(1978), 동메달 1개(1982)를 획득했다.